# Divisões administrativas em 1939
Nesta página encontrará referências aos acontecimentos directamente relacionados com a regiões administrativas ocorridos durante o ano de 1939.

## Eventos
- 22 de Maio - Fundação do município de Fernandópolis, Estado de São Paulo.
- 27 de Junho - É criada a cidade brasileira de Canoas, no estado do Rio Grande do Sul.

## Mortes
| Data | Nome | Profissão | Nacionalidade | Observações | Ref |
| ---- | ---- | --------- | ------------- | ----------- | --- |